# Vijay S. Pande
Vijay Satyanand Pande es un científico biomédico trinitense y exprofesor de química, biología estructural, e informática en Universidad Stanford. Pande es el director del programa de biofísica y es más conocido por dirigir  Folding@home, un proyecto de búsqueda de enfermedades por computación distribuida. Su investigación está centrada en la computación distribuida y en el modelado por ordenador de microbiología,  mejorando simulaciones de ordenador de acople de medicamento, diseño de proteínas, y polímeros sintéticos biomiméticos. Pande se convirtió en el noveno socio general de la empresa Andreessen Horowitz en noviembre de 2015.

## Vida personal
Pande nació en Trinidad y Tobago de padres indios. También trabajó brevemente en la desarrolladora de videojuegos Naughty Dog cuando era adolescente a inicios de los noventa, sirviendo como co-programador y diseñador en su videojuego de 1991, Rings of Power.

## Educación
Pande se graduó en el Instituto de Educación Secundaria Langley en la promoción de 1988 mientras vivía en McLean, Virginia En 1992, Pande recibió su Bachelor of Arts de Físicas en la  Universidad de Princeton. Recibió consejo académico del Premio Nobel Philip Anderson, T. Tanaka, y A. Grosberg en su B.A. y en su tesis doctoral de físicas. El MIT le otorgó el doctorado después de su tesis en 1995.

## Computación distribuida
La simulaciones de ordenador de proteínas plegables del proyecto Folding@home han sido consideradas para ser "cuantitativamente" comparables a los resultados experimentales en el mundo real.  El método utilizado para lograr dichos resultados ha sido considerado un "santo grial" en la biología computacional.
Pande dirigió el proyecto Genome@home con el objetivo de entender la naturaleza de genes y proteínas diseñando virtualmente formas nuevas de ellos. Genome@home cerró tempranamente, en marzo de 2004 , después de acumular una gran base de datos de secuencias de proteínas.
Algunos de los programas y las bibliotecas utilizadas son software libre con licencias GPL, LGPL, y BSD, pero el cliente de Folding@home y el núcleo permanecen registrados.

## Premios
En 2002,  fue nombrado un Socio Frederick  E. Terman y ganó un premio del MIT  TR100. El año siguiente, ganó el Premio Henry  y Camile Dreyfus al profesor-académico . En 2004,  recibió un premio Technovator de Global Indus Technovators en su categoría de Biotecnología/Medicina/Salud. En 2006, Pande recibió el premio Irving Sigal de Jóvenes Investigadores de la Sociedad de la Proteína. En 2008,  fue nombrado "Netxplorateur de 2008". También en 2008 le fue otorgado el Premio Thomas  Kuhn de Cambio del Paradigma y entró como Socio de la Sociedad Física americana. Pande recibió el Premio Michael y Kate Bárány por desarrollar modelos computacionales para proteínas y ARN. Es la segunda persona en ganar el Premio de Jóvenes Investigadores de la Sociedad de la Proteína y de la Sociedad de Biofísica. En 2015, Pande recibió el Premio Delano para Biociencias Computacionales, así como el Sillón Distinguido en Química de Camille y Henry Dreyfus.